# Maria Wallerius-Lindekrantz
Maria Wallerius-Lindekrantz, född 13 oktober 1914 i Göteborg, död 27 oktober 1987 i Hjälteby, var en svensk skulptör, tecknare, grafiker och sjuksköterska.
Hon var dotter till kyrkoherden Ivar Wallerius och Agnes Fjellman samt från 1956 gift med Ivar Lindekrantz. Hon utbildade sig till sjuksköterska vid Göteborgs sjuksköterskeskola 1937–1940 och arbetade inom detta yrke 1940–1946 innan hon ändrade inriktning mot det konstnärliga skapandet. Hon studerade skulptering vid Konstfackskolan i Stockholm 1948–1951 som följes av studier vid Accademia di Belle Arti di Roma samt kurser för Giovanni Ardini 1952, 1953 och 1954. Separat ställde hon ut i Rom och på konsthallen Noa-Noa i Köpenhamn. Tillsammans med Bengt Delefors ställde hon ut på Galerie Maneten i Göteborg 1962 som följdes av en utställning tillsammans med sin man på samma galleri 1966. Hon medverkade ett flertal gånger i Göteborgs konstförenings Decemberutställningar på Göteborgs konsthall och Stockholmssalongerna på Liljevalchs konsthall i Stockholm samt Sommarutställningarna på Mässhuset i Göteborg. Hennes skulpturala konst består i porträtt och reliefer utförda i terrakotta, marmor medan bildkonsten består av motiv från växtvärlden samt landskapsskildringar utförda i träsnitt samt teckningar i färgtusch.